# Jeroo

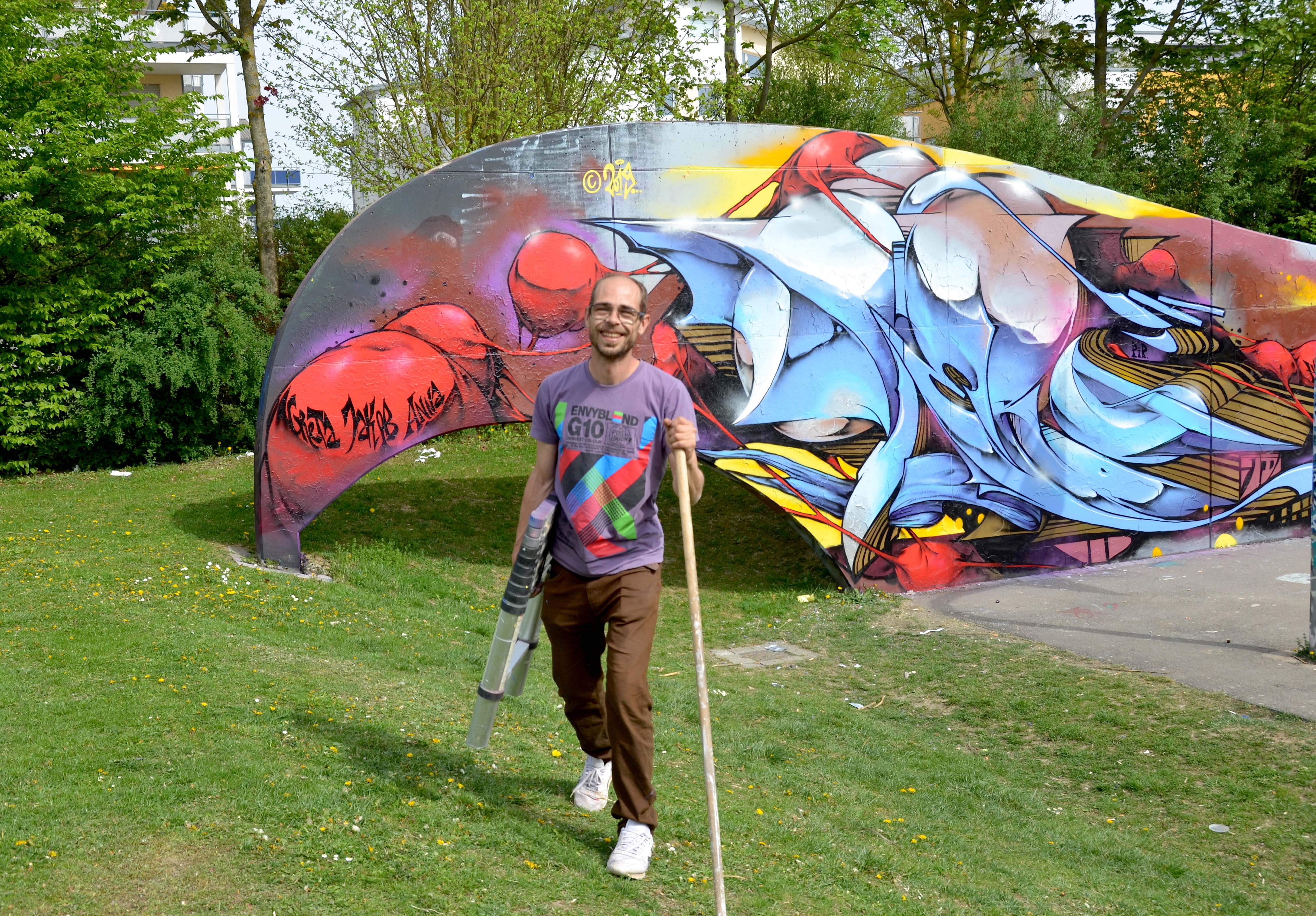
Christoph Ganter vor einem seiner Kunstwerke

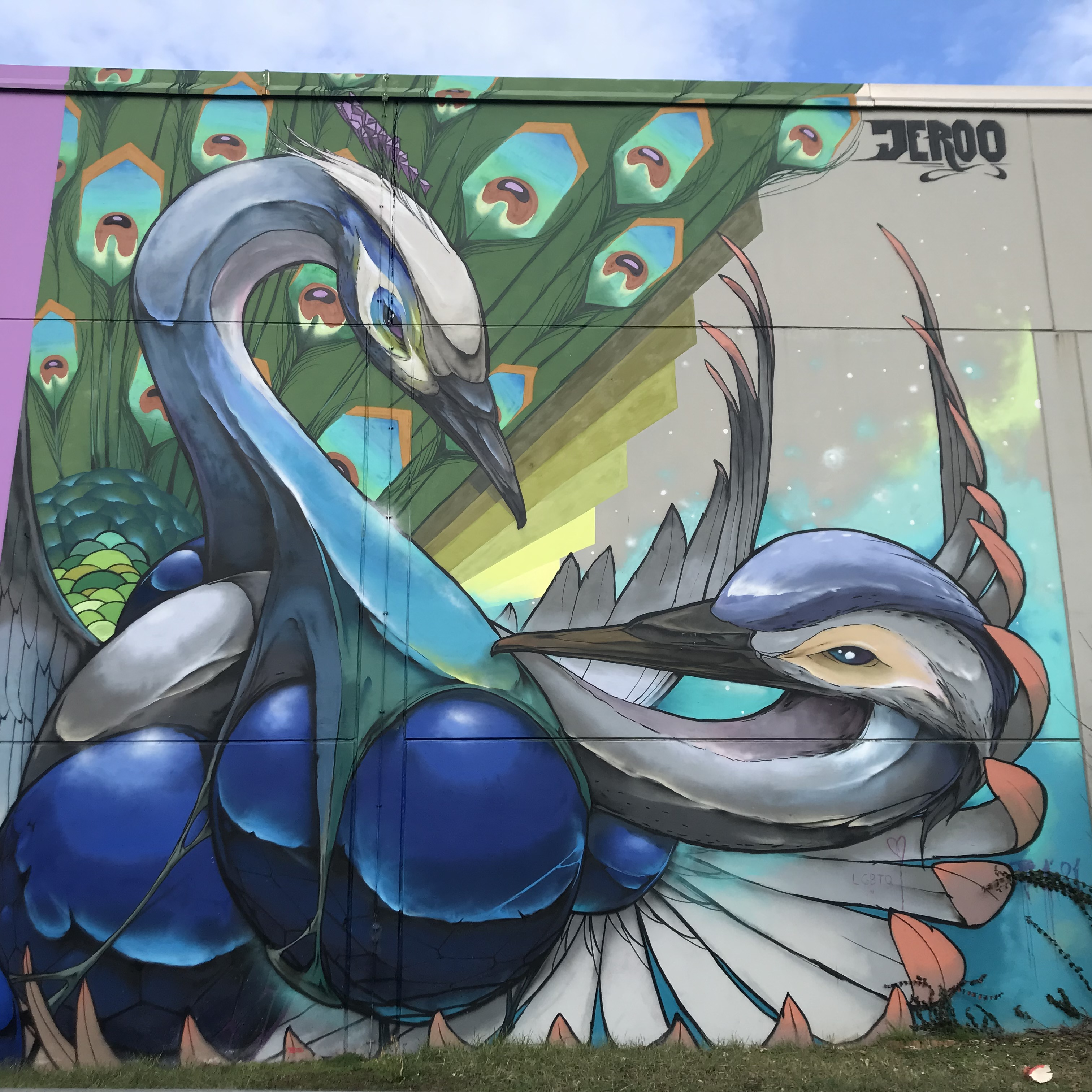
Christoph Ganter – Pfau und Kranich, Ostfildern-Nellingen (2020)

Jeroo (* 15. Dezember 1980 in Emmendingen; bürgerlich Christoph Ganter) ist ein international bekannter deutscher Graffiti-Künstler und Illustrator, der mit bunten Tier- und Pflanzenmotiven legale Kunstwerke im und für den öffentlichen Raum schafft.
Bisher hat er seine „Urban Art“ in über 36 Ländern auf vier verschiedenen Kontinenten gesprüht und hat den sogenannten „Euro-Style“ mitentwickelt.
Eines seiner „Murals“ (Wandbilder) „Pfau und Kranich“ ist ab dem 3. Februar 2022 auf einer Sonderbriefmarke der Serie „Street Art“ der Deutschen Post zu sehen.

## Leben
Aufgewachsen in Weil der Stadt begann Ganters Laufbahn bereits 1993 mit einem Graffiti-Projekt an seiner Schule.
Er fing an, Schriften zu gestalten und sie groß im öffentlichen Raum anzubringen und Fassaden zu besprühen – damals noch illegal, was zu mehreren Hausdurchsuchungen bei seinen Eltern führte und erlernte die Fassadenkunst autodidaktisch.
Christoph Ganter schloss sein Lehramtsstudium 2008 in Konstanz ab und arbeitete bis 2019 als Lehrer für Sport und Englisch am Fanny-Leicht-Gymnasium in Stuttgart-Vaihingen, wo er auch eine Graffiti-AG leitete.

## Werk (Auszug)
Ganter kombiniert in seinen Auftragsarbeiten Graffiti mit Jugendstilelementen, abstrakten geometrischen und organischen Formen sowie deformierten Buchstaben.
Neben seiner Fassadenkunst produziert er auch Studio-Atelierkunst. Er benutzt Sprühlack und Acrylmarker und entwickelte eine spezielle Technik mit Klebebändern, um exakte Ecken und Formen zu kreieren.

Werke (Auswahl)
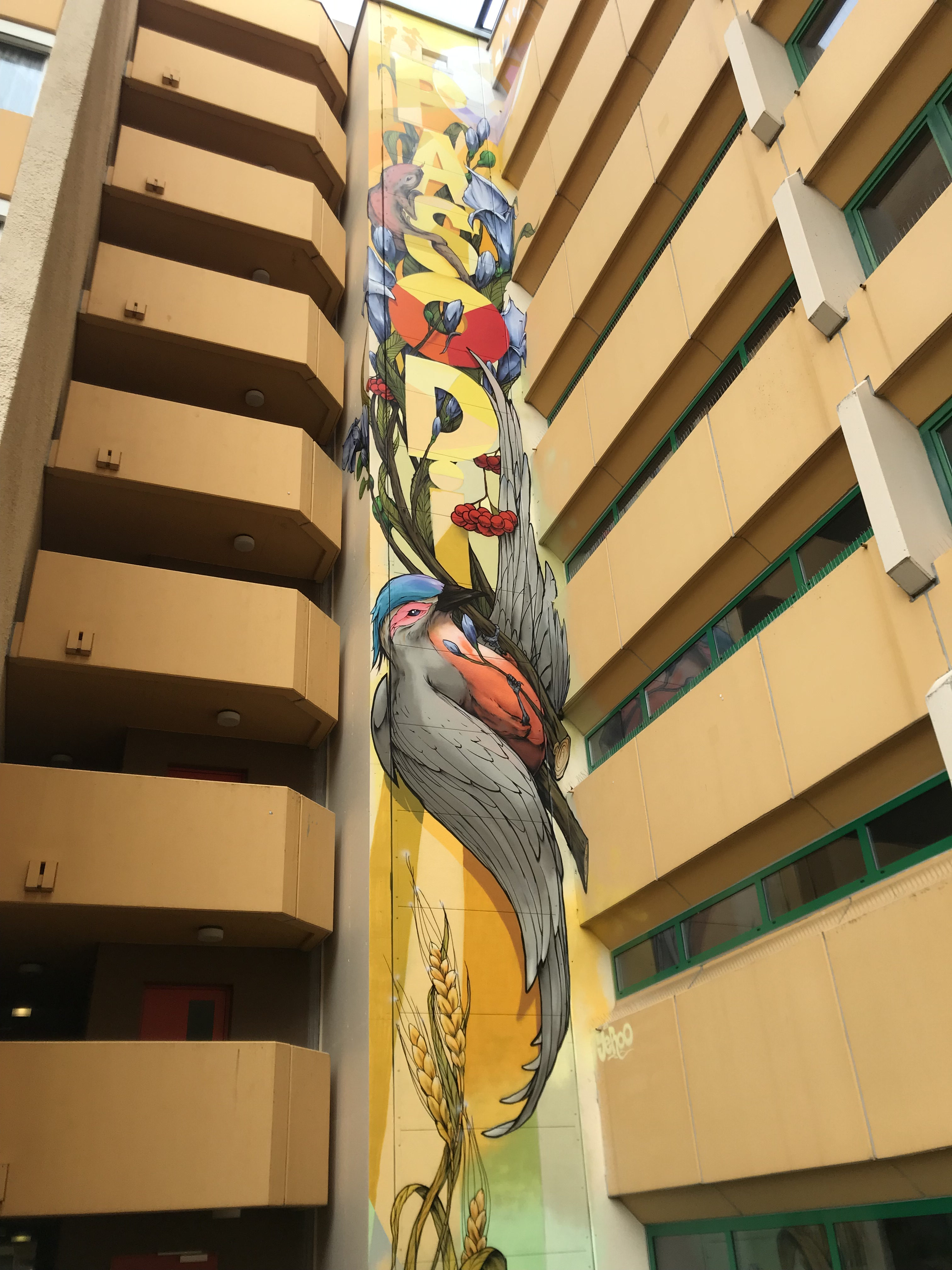
Altenheim Stuttgart Hoffeld (2019)
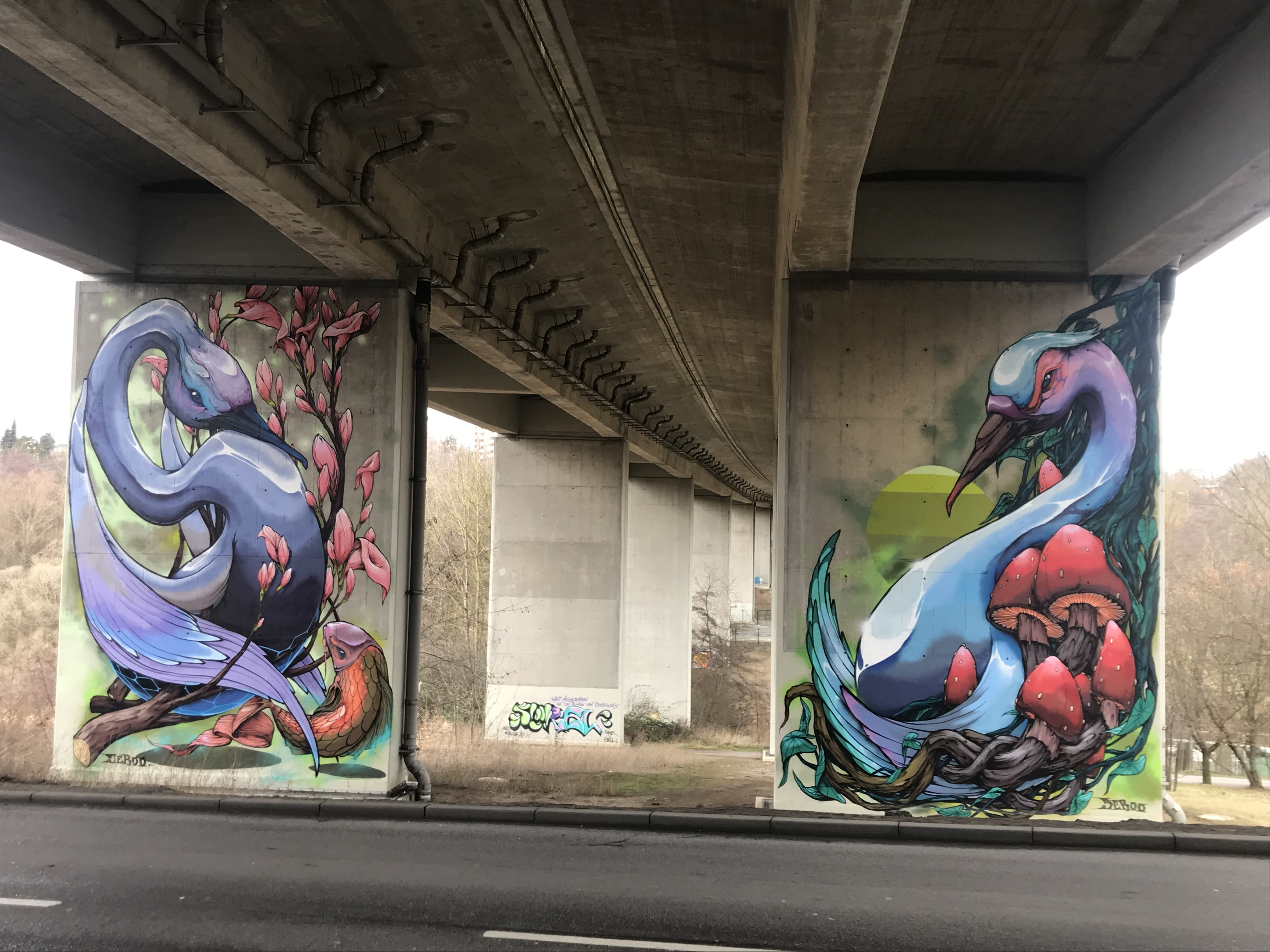
Brückenpfeiler Stuttgart-Fasanenhof (2014)
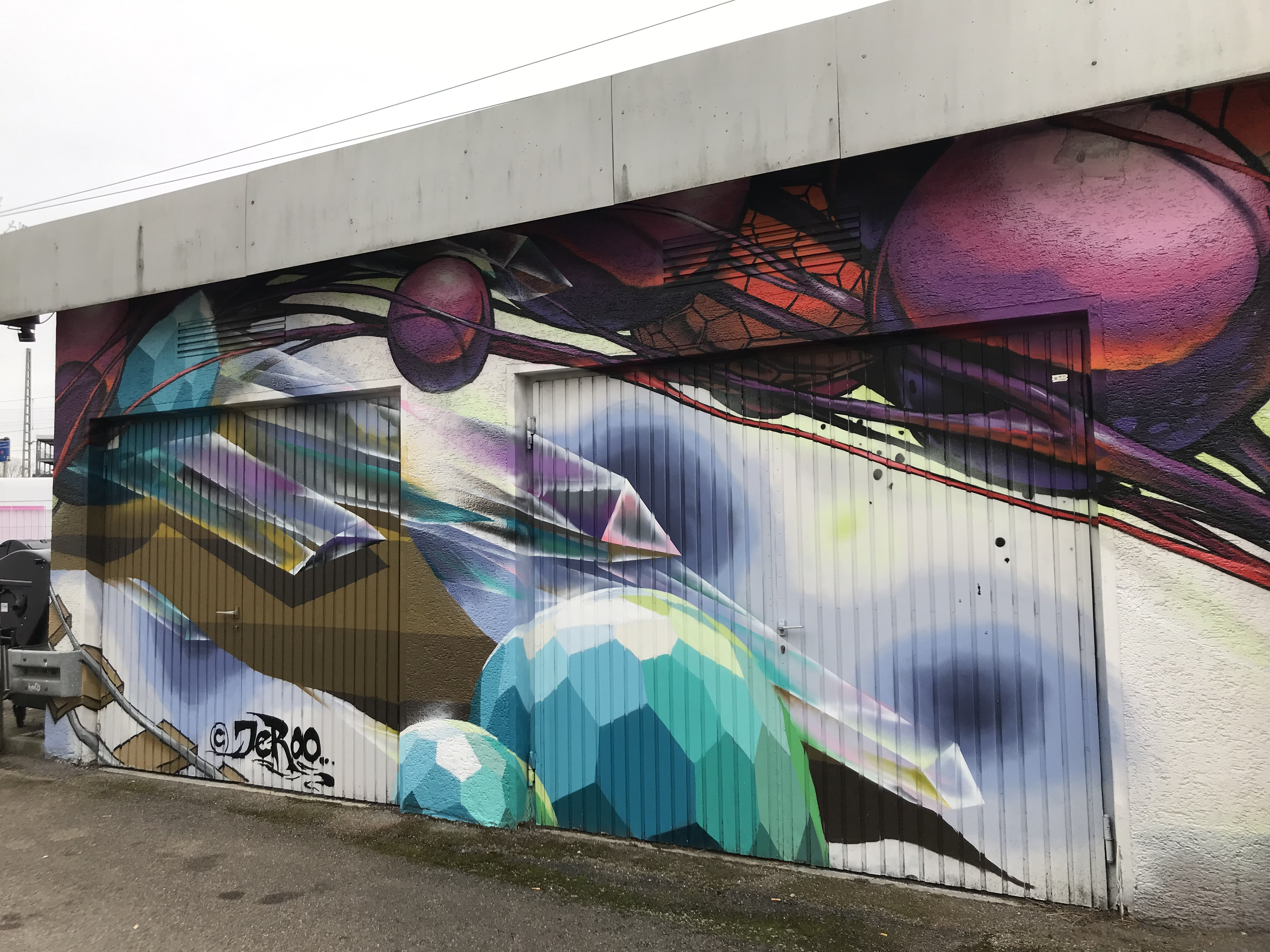
Bahnhof Stuttgart-Vaihingen (2020)
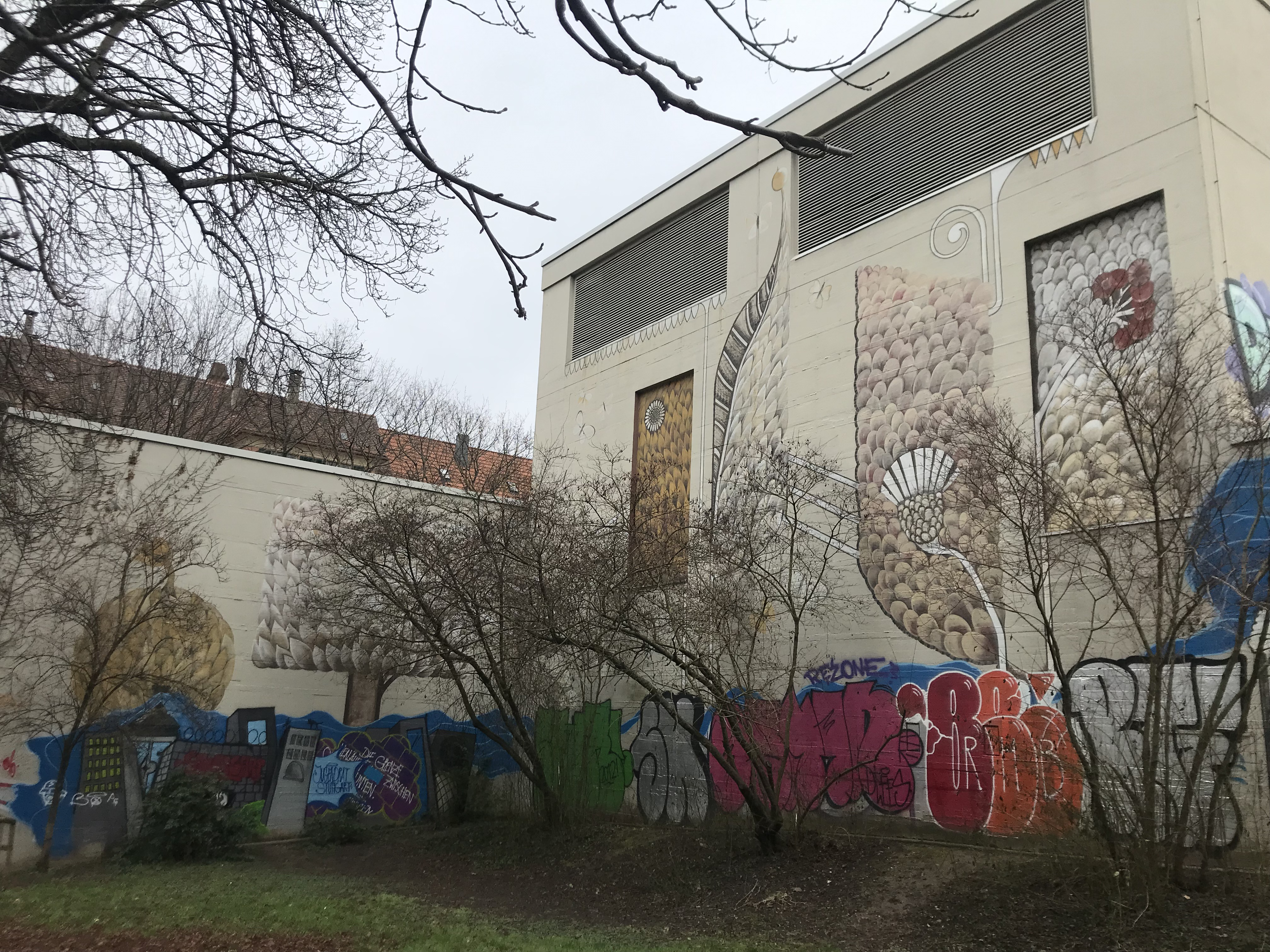
EnBW Stuttgart, Am Vogelsang (2012)
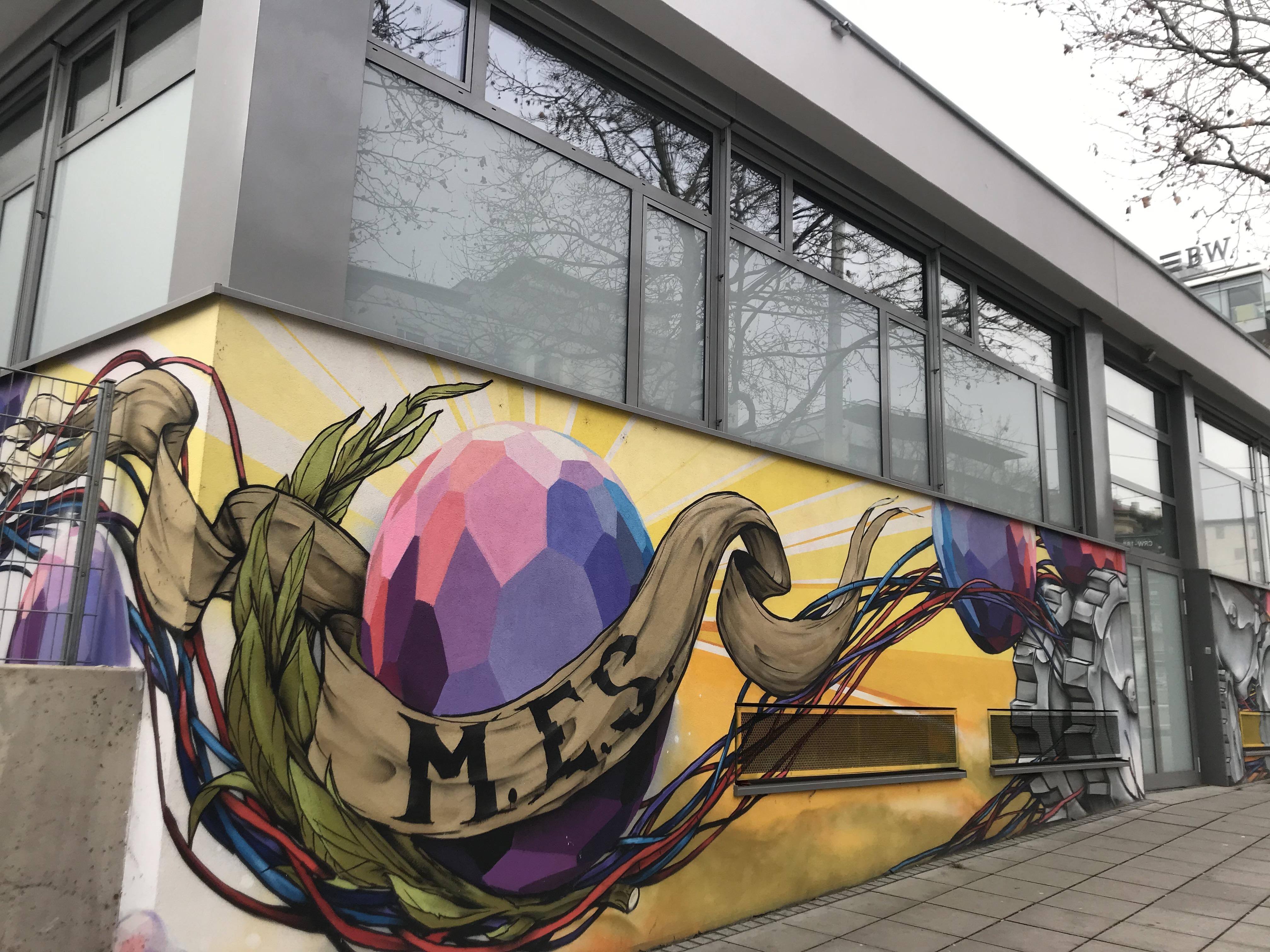
Max-Eyth-Schule in Stuttgart, Berliner Platz (2017)
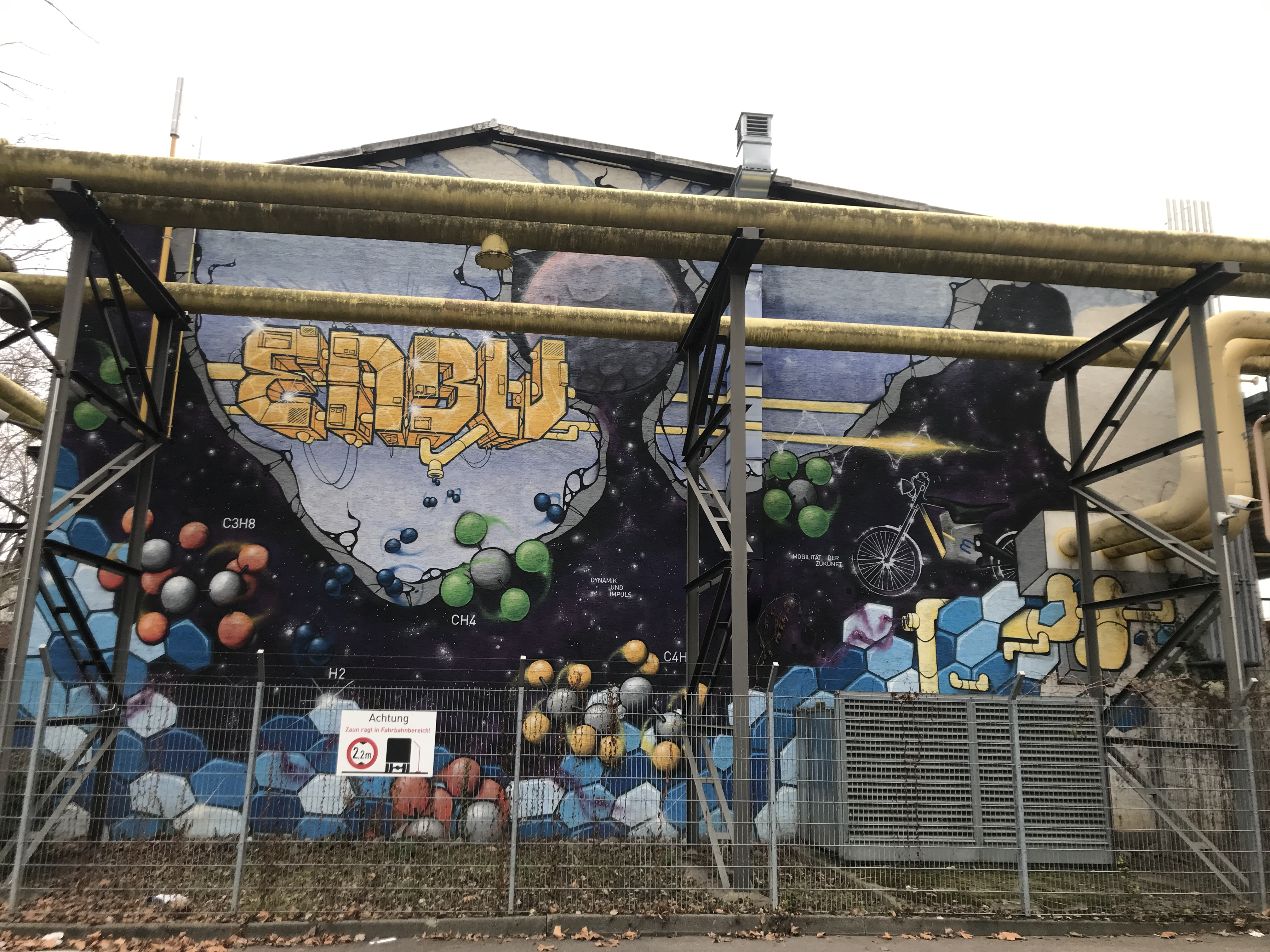
EnBW, Stuttgart, Talstraße (2011)
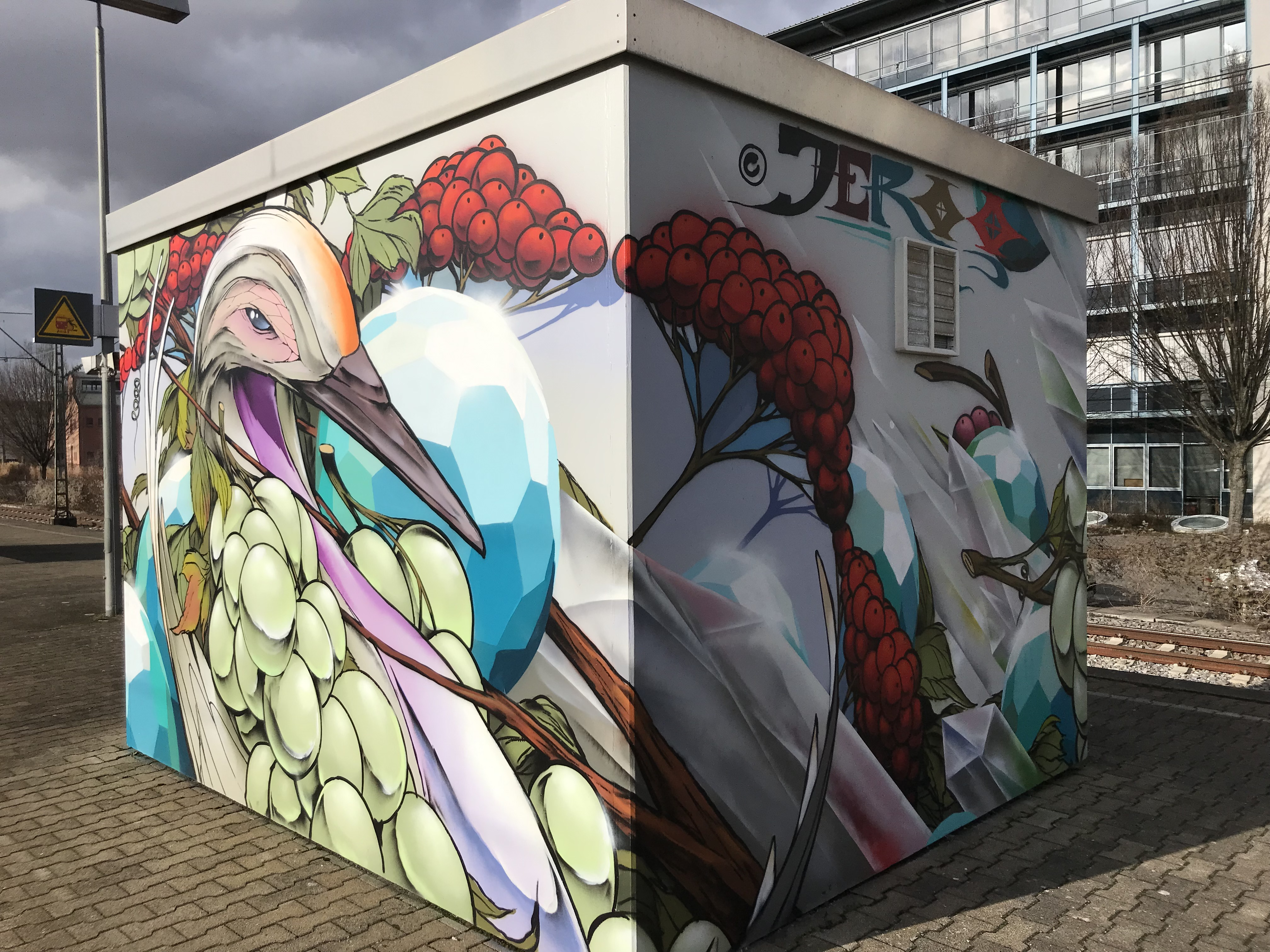
Bahnhof Fellbach (2020)
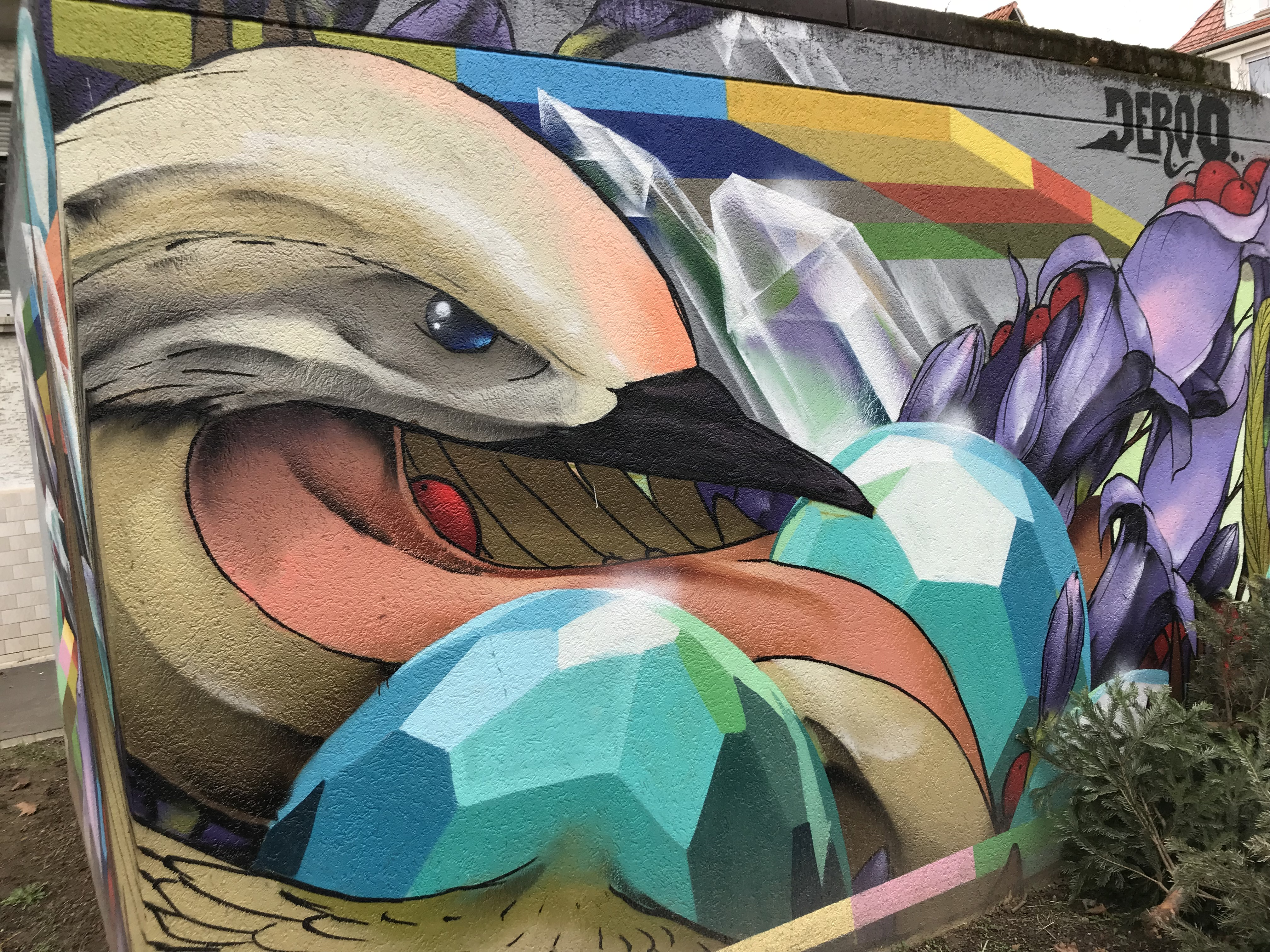
Stuttgart, Hohewartstraße 39 (2021)
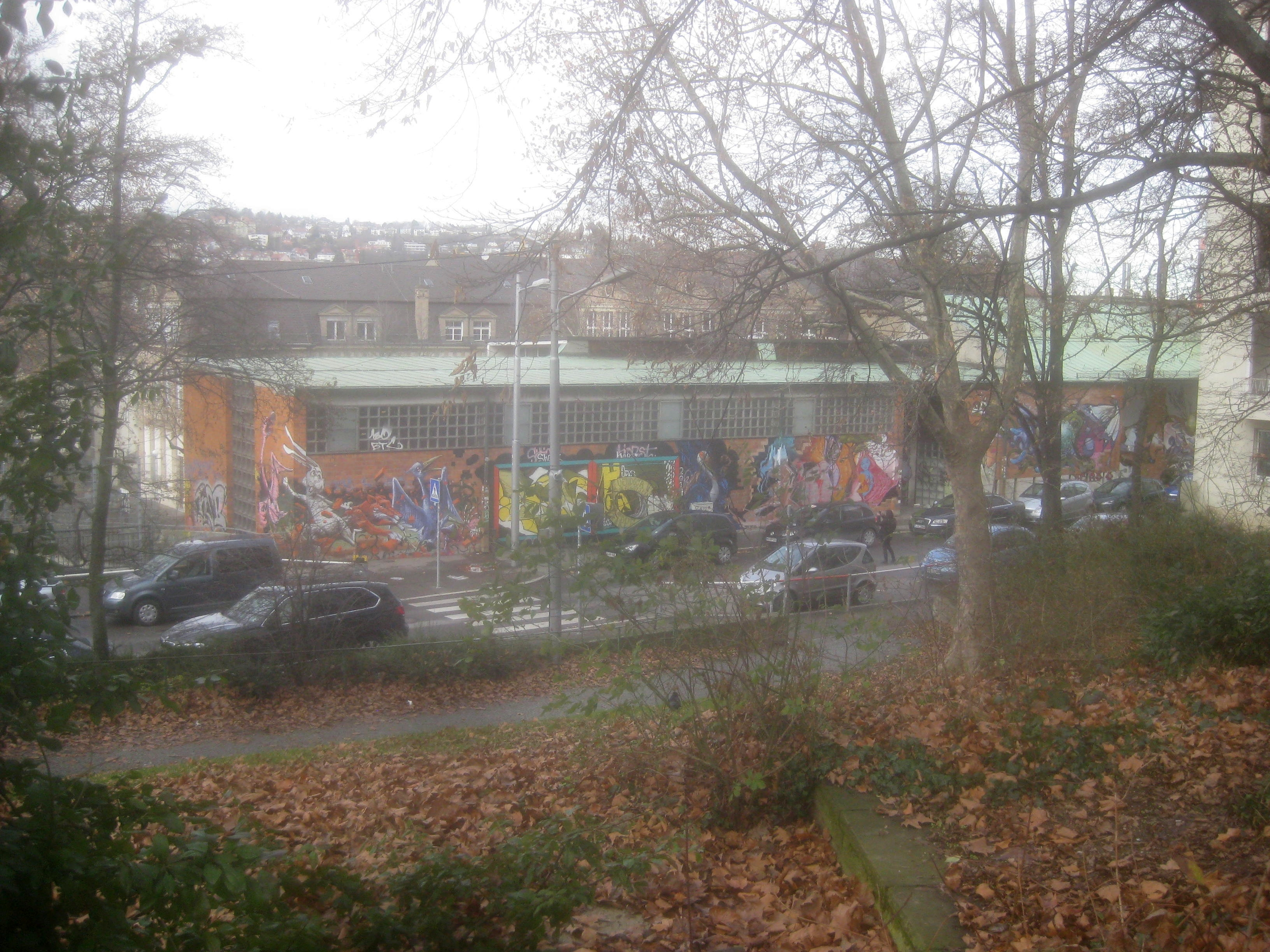
Schaltwerk, Stuttgart-Mitte, Urbanstraße 47
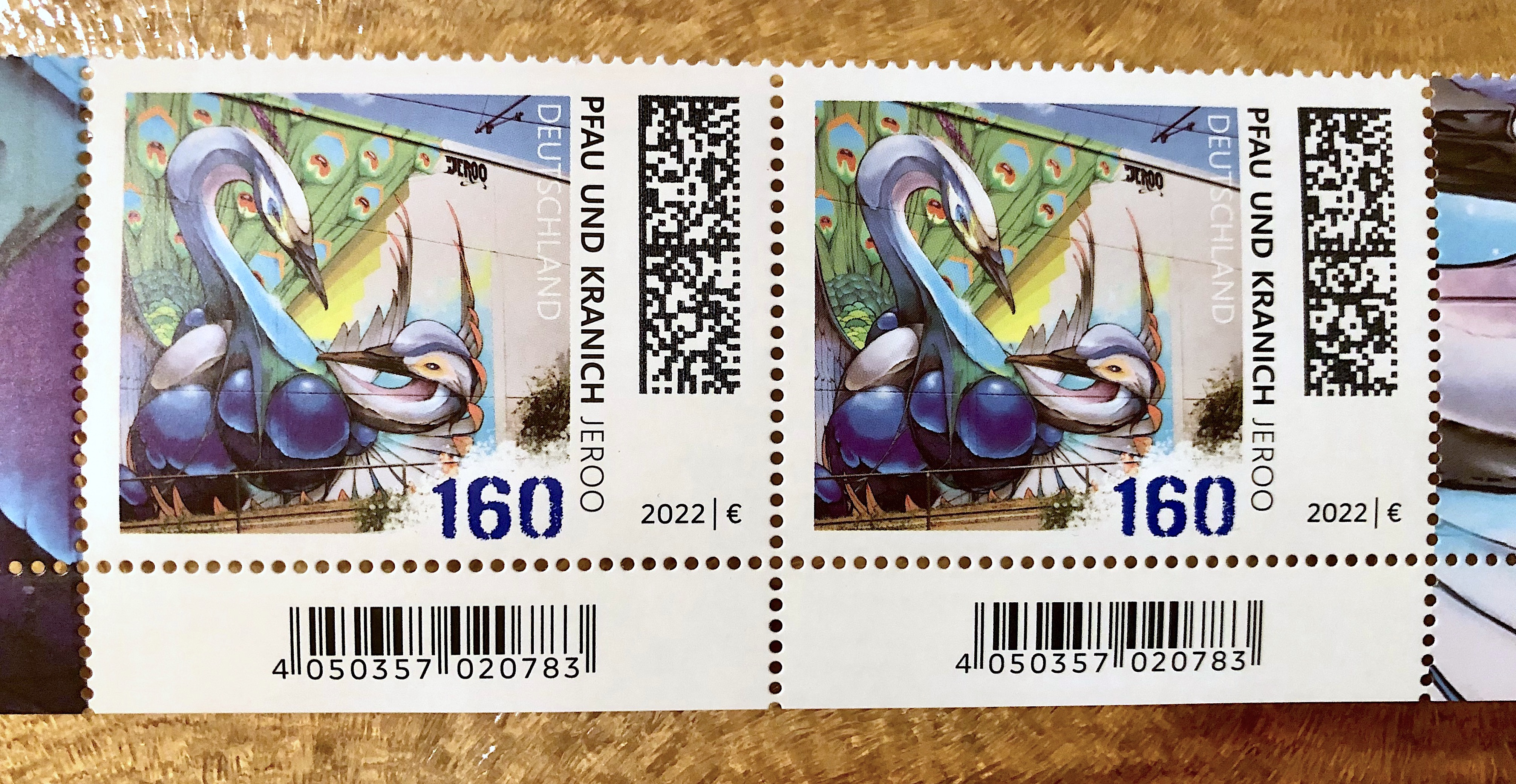
Sonderbriefmarke Pfau und Kranich
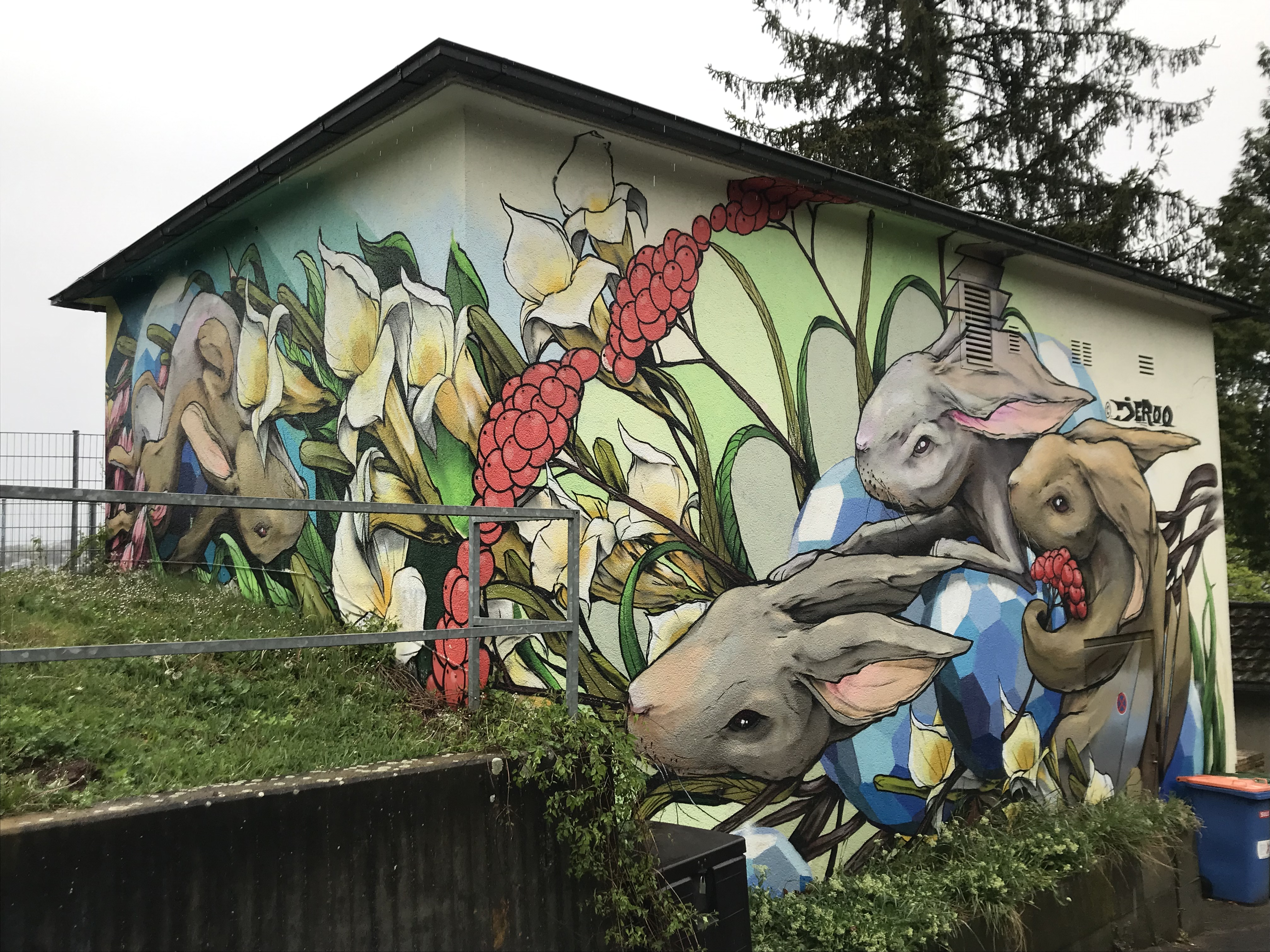
Stuttgart-Süd, Hasenbergsteige

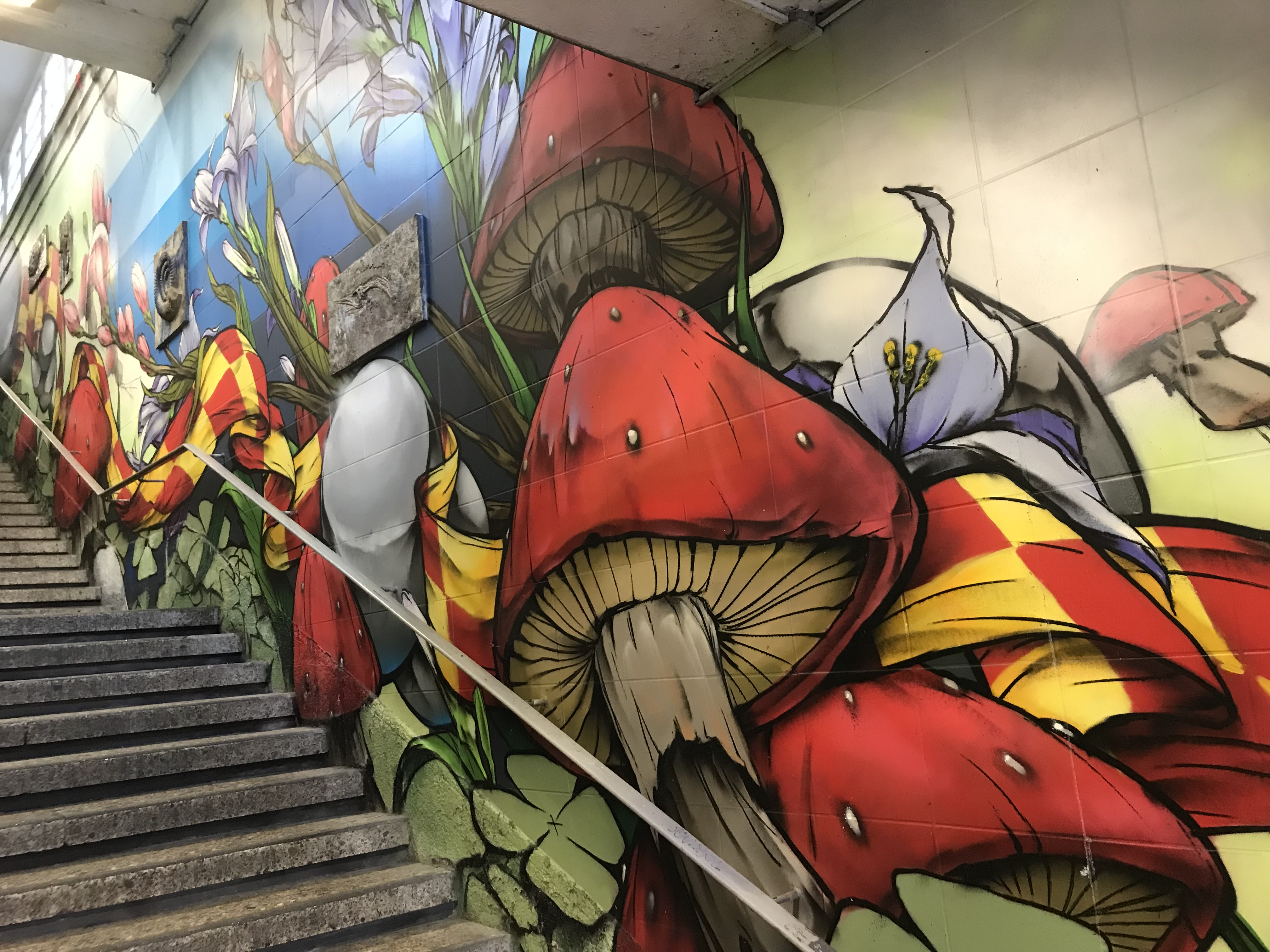
S-Bahn Haltestelle Stuttgart Nordbahnhof (2018)

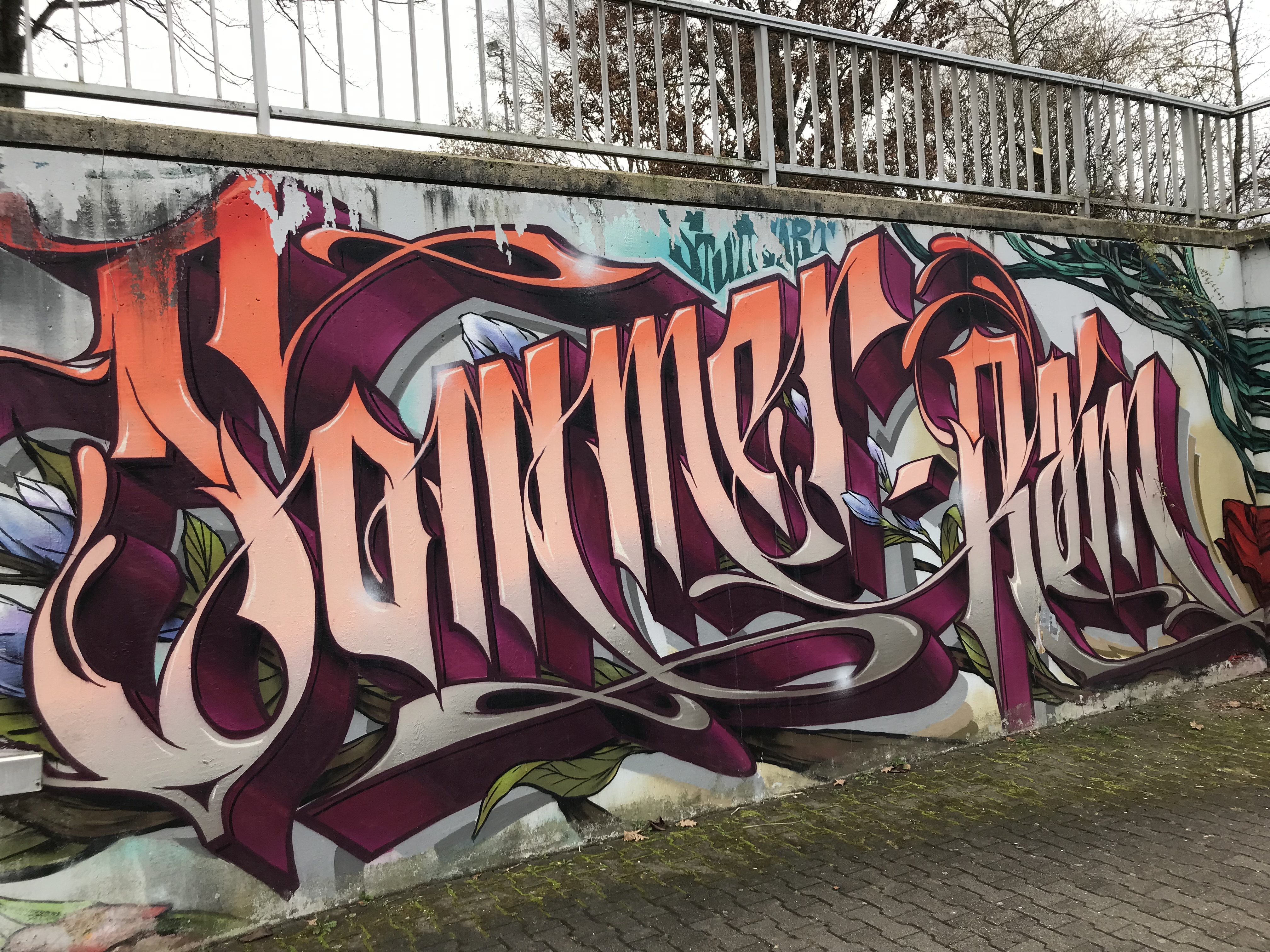
S-Bahn-Haltestelle Stuttgart-Sommerrain

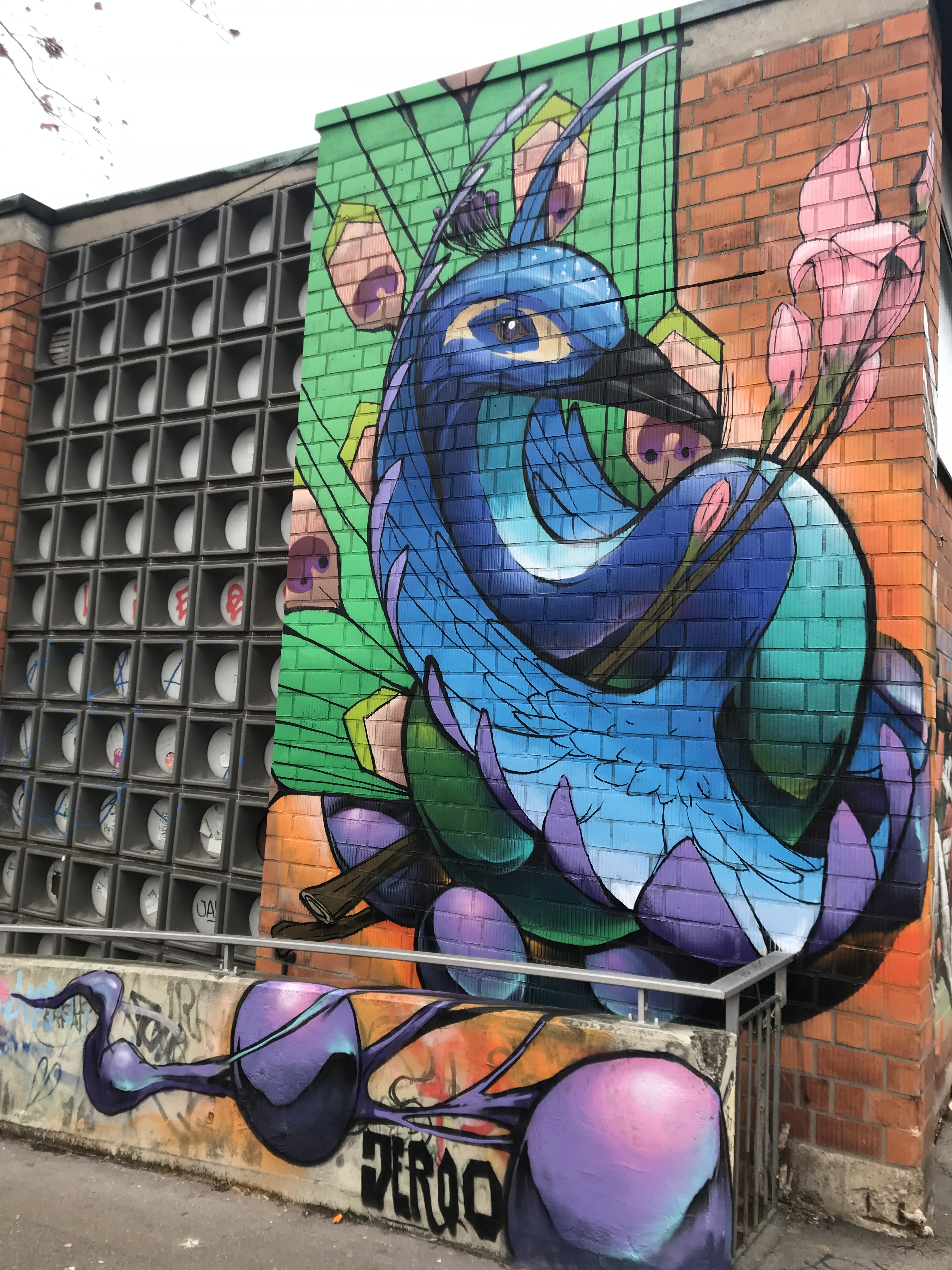
Schaltwerk Stuttgart, Urbanstraße

- S-Bahn-Haltestelle „Sommerrain“, Stuttgart (2019)[7]
- Bahnhof Vaihingen, Stuttgart (2020)[4]
- S-Bahn-Haltestelle „Nordbahnhof“, Stuttgart (2018)[7]
- Max-Eyth-Schule am Berliner Platz, Stuttgart (2017)[3]
- Bauzaun vor der Wilhelma, Stuttgart (2015)[1]
- EnBW-Gebäude im Stuttgarter Westen am Vogelsang (2012)[1]
- EnBW-Gebäude Talstraße, Stuttgart (2011)[4]
- Brückenpfeiler B14 Nesenbachtal, Stuttgart-Heslach (2015)[7]
- Brückenpfeiler B27 Stuttgart-Fasanenhof (2014)[7]
- „Deadline Festival“, München (2015)[6]
- „Block Party 5“, 26100 Romans-sur-Isère, Valence, Frankreich (2015)[6]
- Strasbourg, Frankreich (2015)[6]
- Höhle von Crocodile Harry, Australien[4]
- Altenheim „Lothar-Christmann-Haus“, Stuttgart-Hoffeld (2019)[7]
- Trafo-Häuschen am Bahnhof in Fellbach (2020)[4]
- Stuttgart-Süd, Hasenbergsteige 48
- „Pfau und Kranich“ (Rückwand einer Sporthalle in Ostfildern-Nellingen, 2020)[1]
- Stromhäuschen in Stuttgart-Feuerbach, Hohewartstraße 39 (2021)[7]
- Unterführung S-Bahnhaltestelle „Sommerrain“, Stuttgart (2023)
- Unterführung am Bahnhof Plüderhausen, 2024[8]

In Leinfelden hat ihm die Stadt eine Wand überlassen, die er jederzeit besprühen darf.
2013 veröffentlichte er das „weltweit erste, umfassende Graffitilehrwerk“ „Graffiti School. Der Weg zum eigenen Style“, ein weltweites Standardwerk zum Erlernen von Graffiti mit einer Einführung in Graffiti-Techniken und Stile. Neben kulturellen, historischen und künstlerischen Aspekten enthält das Buch praktische Anleitungen sowie ein ergänzendes Lehrerhandbuch.
Zudem wurden seine Beiträge in verschiedenen Magazinen veröffentlicht.

## Ausstellungen
- 2011: Galerie Ruttkowski68, Köln[3]
- 2017: Side-Event documenta, Kassel[5]
- 2018: Gruppenausstellung „Expo Mr. Freeze“, Toulouse
- 2019: Stuttgart, StadtPalais („Salonausstellung Jeroo – Off-Concrete“)[2]
- 2020: Gruppenausstellung „Sweet Nothing Sweet“ im Schloss Untergröningen

## Preise
Christoph Ganter gewann mehrere Wettbewerbe wie die Süddeutsche Meisterschaft 2011 oder den Montana Style Combat.

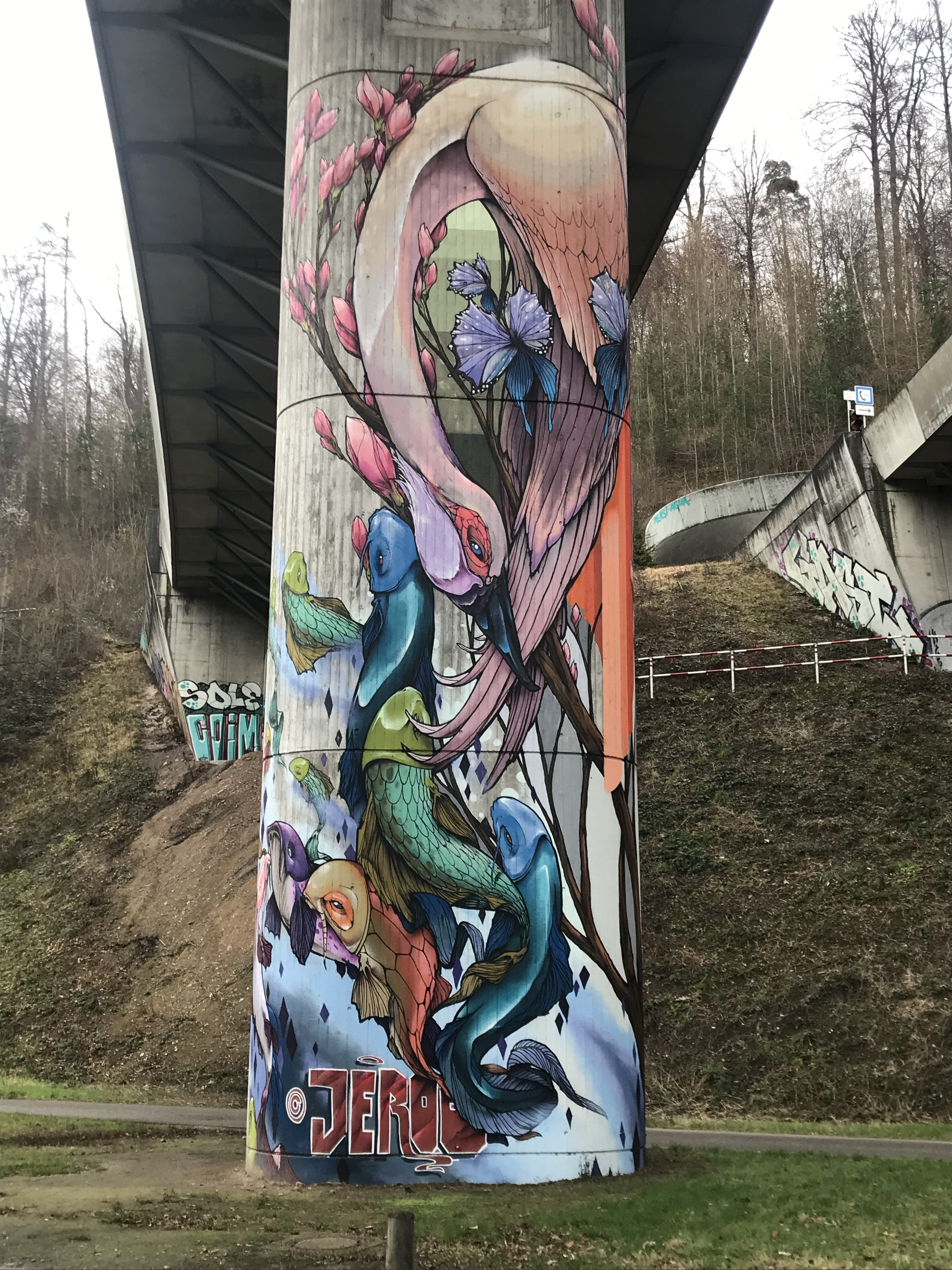
Brückenpfeiler Nesenbachtal Stuttgart-Heslach (2015)

## Veröffentlichungen
- Ganter, Christoph: Graffiti School. A Student Guide with Teacher’s Manual (Thames & Hudson, 2013), ISBN 978-3-7913-4841-4.
- Ganter, Christoph: Graffiti School. Der Weg zum eigenen Style (‎Prestel Verlag, 2013), ISBN 3-7913-4841-8.
- Beitrag in Claudia Walde: Street Fonts: Graffiti Alphabets from Around the World, Thames & Hudson 2018, ISBN 978-0-500-29416-1.

## Zitate
Jugendstil „lässt sich sehr gut mit Graffiti verbinden, da der Jugendstil auch auf der Linie basiert, ebenso wie Graffiti.“ Hinzu kommen besondere Effekte. Wassertropfen, die über ein Bild perlen: „Das ist ein Trick, den mir mal ein Autolackierer vor zehn Jahren erklärt hat. Den benutze ich auf Leinwand, indem ich Wassertropfen auf die Metallplatte mit einem Blumenbestäuber aufbringe und dann von links und rechts mit hell und dunkel annebele. Wenn das Ganze getrocknet ist, setzen sich die Pigmente ab, und das Ganze sieht aus wie realistische Wassertropfen auf der Leinwand“.

## Privates
Ganter lebt mit seiner Frau und seinen zwei Kindern in Stuttgart.
Sein Künstlername hat keine besondere Bedeutung. „Auf die Idee gebracht hat mich ein Rapper aus New York. Der war in den 90ern erfolgreich unter dem Namen ‚Jeru the Damaja‘“.